# Verbascum porteri
Verbascum porteri är en flenörtsväxtart som beskrevs av George Edward Post. Verbascum porteri ingår i släktet kungsljus, och familjen flenörtsväxter. Inga underarter finns listade i Catalogue of Life.